# Hügel-Erdbeere
Die Hügel-Erdbeere (Fragaria viridis), auch Knackelbeere oder  Knack-Erdbeere genannt, ist eine der vier mitteleuropäischen Erdbeerarten. Ihren deutschen Trivialnamen erhielt sie, weil durch das Pflücken der reifen Früchte ein hörbares Knacken entsteht. 

## Beschreibung

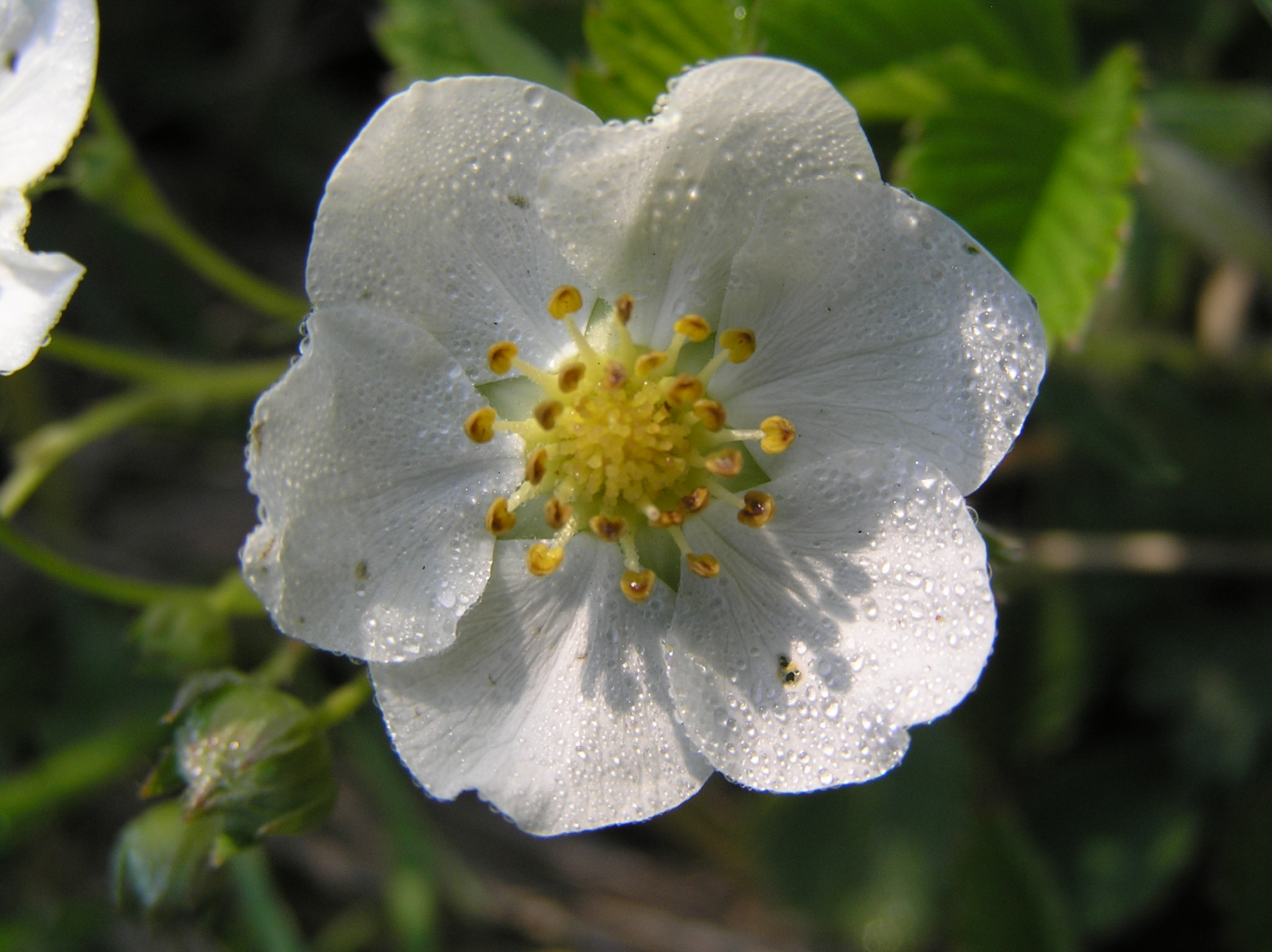
Radiärsymmetrische Blüte mit fünf Kronblättern

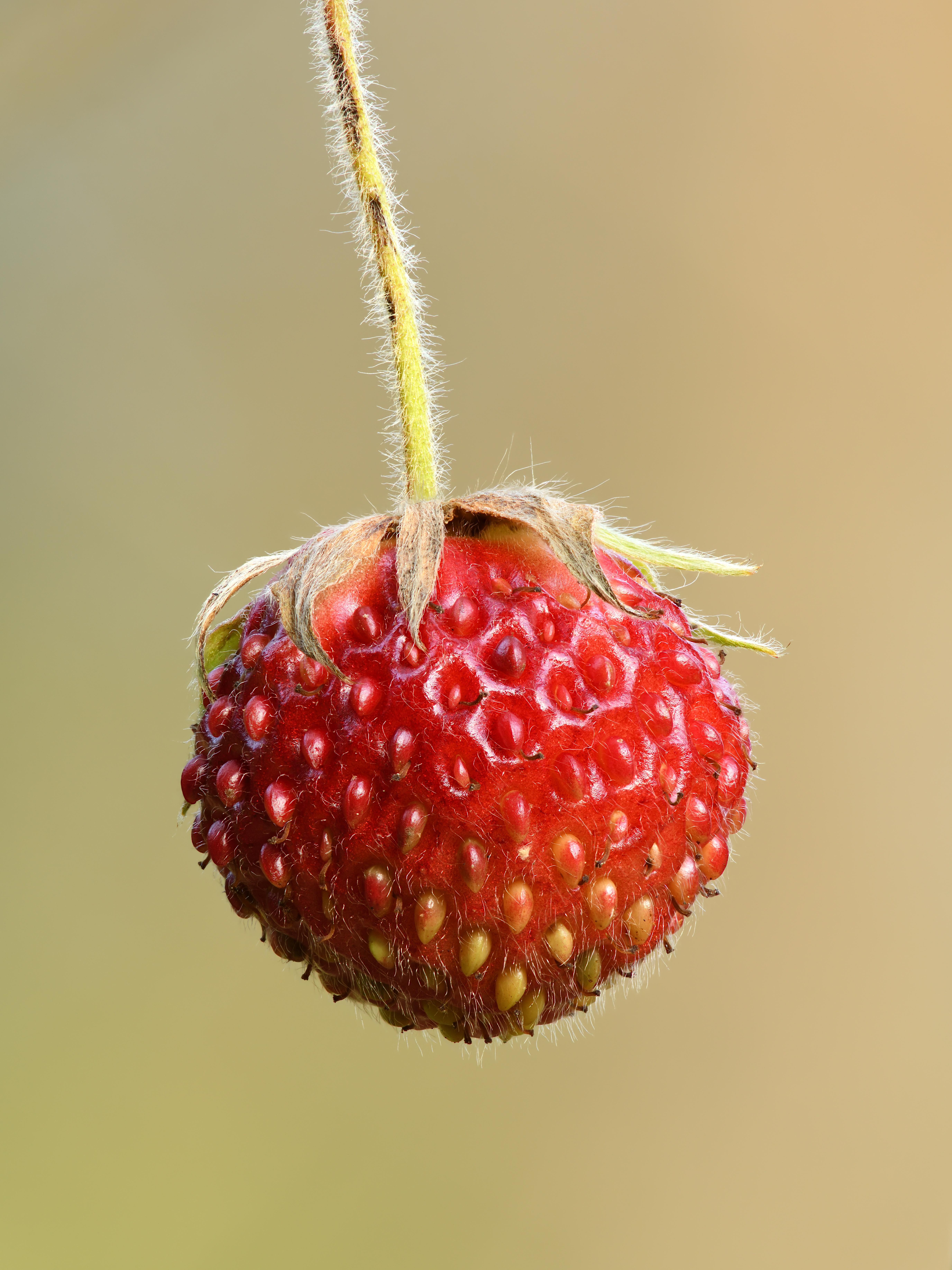
Reife Frucht

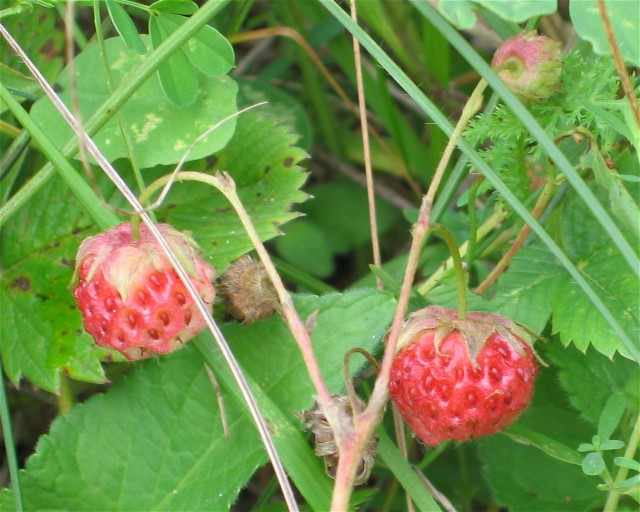
Fruchtstand mit Sammelnussfrüchten mit je fünf angedrückten Nebenkelchblättern und Kelchblättern

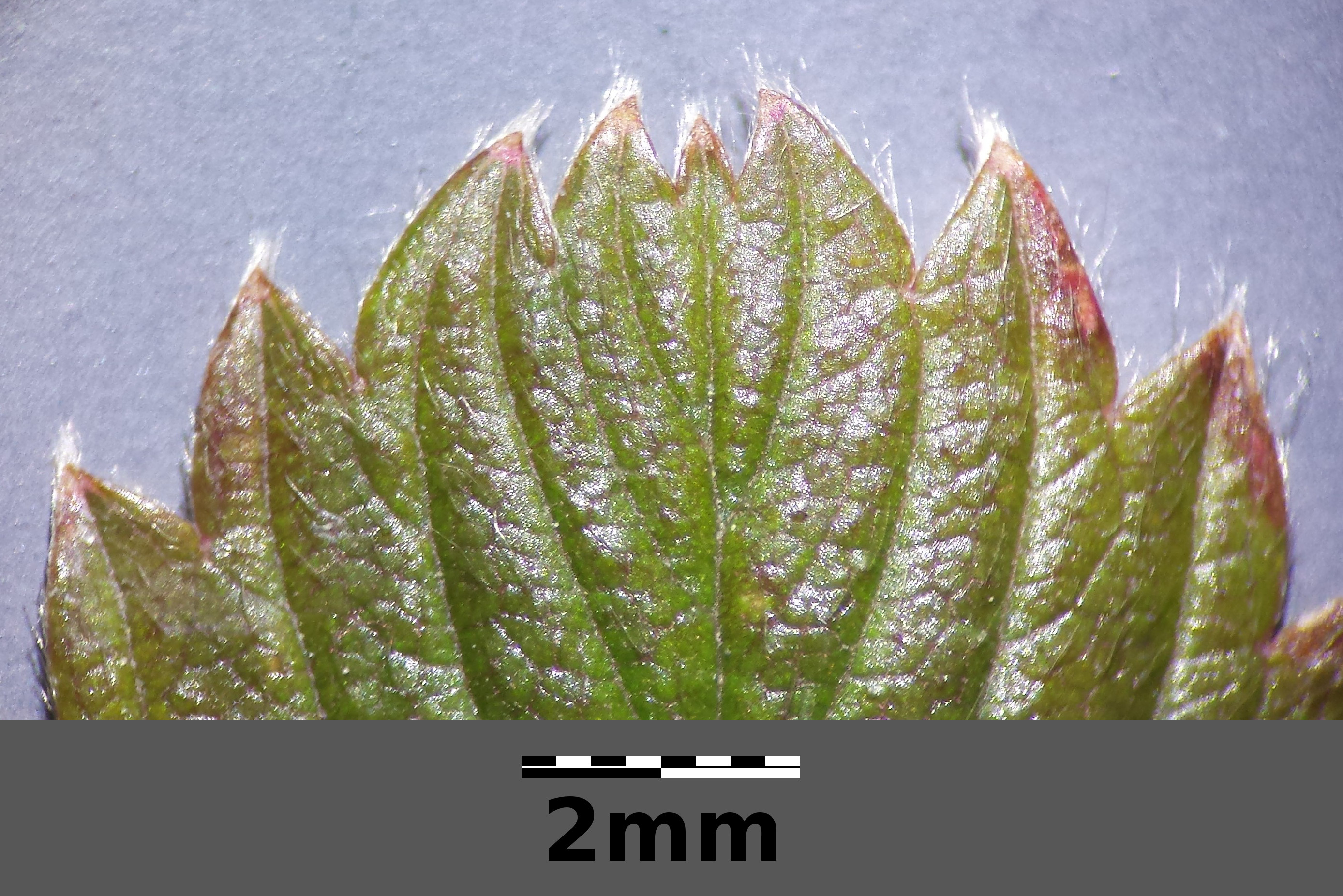
Der Endzahn der Blättchen ist nur ⅓-½ so lang wie die Nachbarzähne. Diese sind sichelförmig zum Endzahn hin gebogen und überragen diesen meistens.

### Erscheinungsbild und Blatt
Die Hügel-Erdbeere wächst als überwinternd grüne, ausdauernde krautige Pflanze und erreicht nur Wuchshöhen von 10 bis 20 Zentimetern. Ihr Stängel weist eine dichte waagerechte Behaarung auf und überragt die Rosettenblätter. Sie bildet häufig monopodiale Ausläufer aus und breitet sich mit diesen vegetativ aus. 
Die grundständigen Laubblätter sind in Blattstiel und Blattspreite gegliedert. Die Blattspreite ist dreiteilig gefingert. Die kurz gestielten Mittelblättchen sind elliptisch und weisen einen Endzahn auf, der kürzer als die seitlichen Zähne ist, deren Spitzen häufig einwärts gebogen sind. Die Seitenblättchen sind nur sehr kurz gestielt. 

### Blütenstand und Blüte
Die Blütezeit reicht von Mai bis Juni. Drei bis sechs Blüten stehen in einem Blütenstand zusammen; sie sind nur im oberen Viertel der Exemplare zu finden. Die Tragblätter sind oft sehr klein, ungezähnt und reduziert. Die zwittrigen Blüten sind bei einem Durchmesser von 2,5 Zentimetern radiärsymmetrisch und fünfzählig. Der Blütenboden weist feine lange Haare auf. Die je fünf Kelchblätter und Nebenkelchblätter sind zur Fruchtreife angedrückt und bleiben meist beim Pflücken der Früchte an diesen haften. Die fünf Kronblätter sind anfänglich grünlich-weiß gefärbt, zur vollen Anthese jedoch elfenbeinweiß.

### Frucht
Die Hügel-Erdbeere bildet eine Sammelnussfrucht aus. Die vielen Nüsschen befinden sich außen auf dem verdickten Achsengewebe. Die Sammelnussfrucht ist rundlich, relativ hart und glänzt nur wenig. Die reife Frucht ist meist rötlich oder dunkelrot gefärbt, im Schatten bleibt diese aber häufig grün. Die Nüsschen sind leicht eingesenkt. Wenn die reife Sammelnussfrucht vom Fruchtstiel gelöst wird, so geschieht dies durch ein hörbares Knacken.

### Chromosomenzahl
Die Chromosomenzahl beträgt 2n = 14.

## Ähnlichkeit mit anderen Arten
Die Hügel-Erdbeere (Fragaria viridis) unterscheidet sich von der Wald-Erdbeere (Fragaria vesca) dadurch, dass die Kelchblätter und Nebenkelchblätter an der Sammelnussfrucht anliegen und dass sie monopodiale Ausläufer bildet. Die Sammelnussfrüchte besitzen kein typisches Erdbeeraroma, sondern schmecken eher säuerlich. 

## Ökologie
Bei der Knack-Erdbeere handelt es sich um einen Hemikryptophyten.
Die Bestäubung erfolgt durch Insekten, meist durch Hautflügler wie Bienen oder Hummeln oder Zweiflügler wie zum Beispiel Fliegen und zahlreiche Falter. Es wurden aber auch schon Käfer bei der Bestäubung gesichtet. 
Die Ausbreitung der Diasporen, dies sind Sammelnussfrüchte, erfolgt entweder durch Selbstausgebreitung (Autochorie) oder durch Verdauungsausbreitung (Endozoochorie). Die Samen sind Lichtkeimer.

## Vorkommen
Das weite Verbreitungsgebiet von Fragaria viridis reicht auf der Nordhalbkugel von Eurasien bis Nordamerika. Während sie Deutschland in den nördlichen Bundesländern selten ist (in Schleswig-Holstein und Mecklenburg-Vorpommern auf der Rote Liste), kommt sie in Mittel- und Süddeutschland zerstreut vor. 
In Österreich tritt die Knack-Erdbeere in allen Bundesländern in der collinen bis in die montane Höhenstufe hinein auf. Nur in Salzburg und Vorarlberg ist sie ausgestorben. Im Pannonikum tritt sie zerstreut auf, im restlichen Österreich nur selten. Im Alpenraum und im nördlichen und südöstlichen Alpenvorland gilt sie als gefährdet.
Die Hügel-Erdbeere besitzt ihr Hauptvorkommen in Staudensäumen trockenwarmer Standorte. Sie bevorzugt also warme, trockene und lichte Standorte, wächst jedoch auch in lichten Laubmischwäldern. Sie gedeiht am besten auf nährstoffreichen Böden; häufig ist sie auch auf kalkhaltigen Böden anzutreffen. Sie ist in Mitteleuropa eine Charakterart des Verbands Geranion sanguinei, kommt aber auch in Gesellschaften der Klasse Festuco-Bromnetea, der Ordnung Quercetalia pubescentis und des Verbands Erico-Pinion vor.